# Diretório (Revolução Francesa)

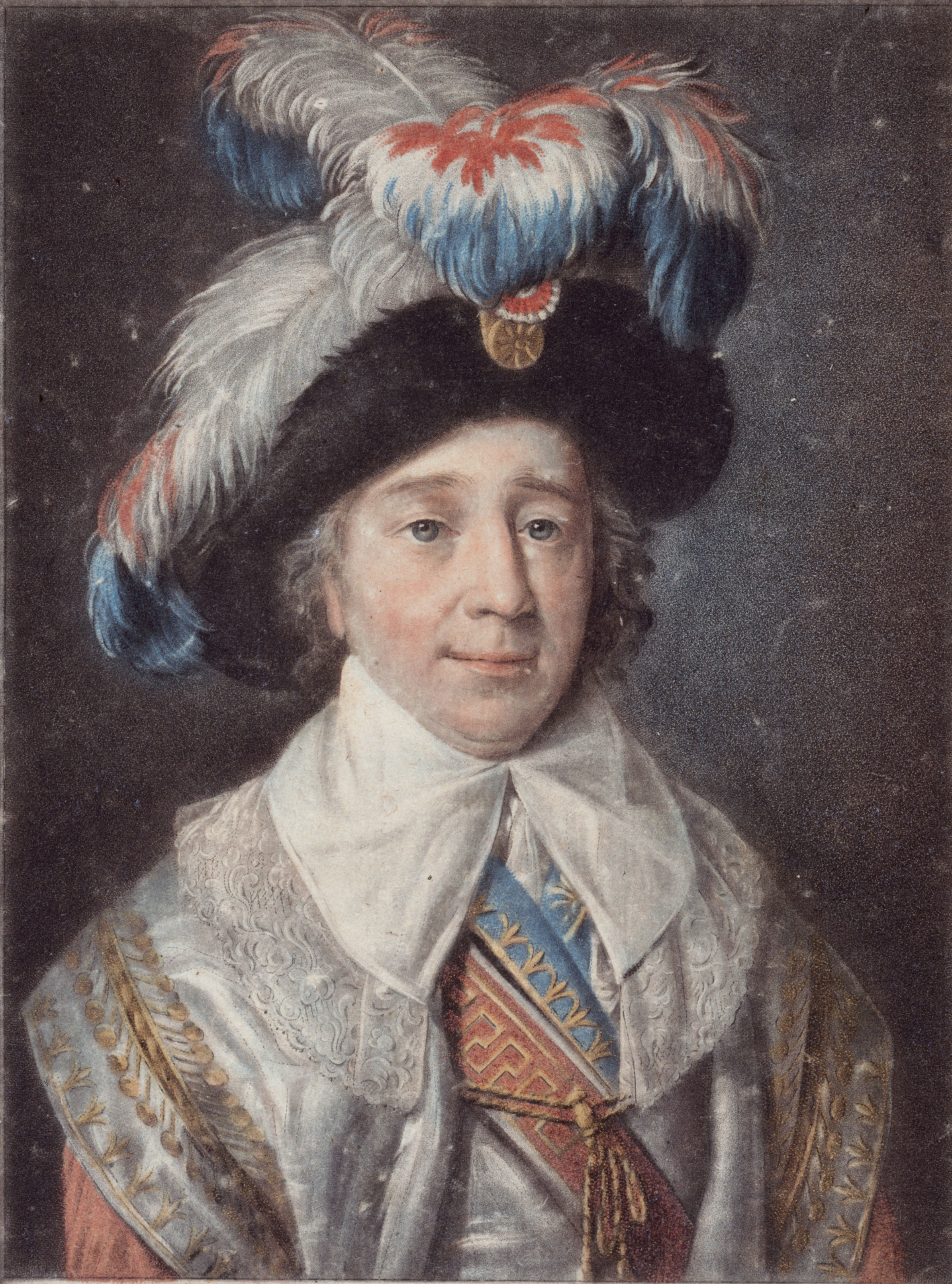
Paul Barras, membro do Diretório entre 1795 e 1799.

O  Diretório foi o regime político adotado pela Primeira República Francesa entre 26 de outubro de 1795 (no Calendário Republicano Francês, 4 de Termidor do Ano IV) e o Golpe de 18 de Brumário do Ano VIII (9 de novembro de 1799).  Foi assim chamado devido ao Poder Executivo ser exercido por cinco membros, denominados "diretores". É considerado como a última fase da Revolução Francesa. 

## Contexto
De inspiração burguesa, o Diretório foi instaurado por republicanos moderados, após a Reação Termidoriana, como é chamado o terceiro período da Convenção Nacional (27 de julho de 1794 a 25 de outubro de 1795), após a queda de Maximilien Robespierre e seus seguidores. A Reação Termidoriana foi, de fato, um golpe de Estado, engendrado pela alta burguesia financeira e liderado por girondinos e antigos jacobinos como Paul Barras e Joseph Fouché, e marcou o fim da participação popular no processo revolucionário iniciado em 1789. O  governo do Diretório foi fundado, principalmente, por uma aliança entre o Exército Francês (fortalecido após vitórias em campanhas externas) e a burguesia francesa, desejosa de estabilidade política e econômica. 

## Características
A Constituição do Ano III (1795) organizou o novo regime, protegendo os interesses das elites comerciais de duas grandes ameaças: a democracia jacobina, com sua instabilidade e radicalismo, e o Antigo Regime, com suas instituições feudais que tantos empecilhos criavam para a expansão dos negócios.
O Diretório foi marcado pelo restabelecimento do sufrágio censitário, que elegia as duas câmaras legislativas - o Conselho dos Quinhentos e o Conselho dos Anciãos. Os membros do Diretório eram eleitos por cinco anos. Anualmente, ocorria a renovação de um terço do corpo legislativo e a substituição de um Diretor.
Durante seus quatro anos de existência, o regime enfrentou vários levantes e complôs. À direita, realistas protagonizaram a Revolta de 13 de Vendemiário, em 1795, uma batalha entre conspiradores monarquistas e as tropas republicanas comandadas pelo jovem Napoleão Bonaparte. O levante foi esmagado e mais de 300 monarquistas morreram nas ruas de Paris. À esquerda, jacobinos e outros radicais organizaram a Conjuração dos Iguais, em 1796, um movimento de igualitaristas que propunha a "comunidade dos bens e do trabalho" e que pretendia estabelecer a igualdade efetiva entre os homens - o que, segundo seu líder, Graco Babeuf, só poderia ser alcançado mediante a abolição da propriedade privada. A conjuração também foi duramente esmagada pelo Diretório, que decretou a pena de morte para todos os participantes do movimento.
O período do Diretório, frequentemente considerado pela historiografia como um curto período de transição, foi também uma época de agitação militar, quando a França enfrentou a Áustria na Primeira Campanha da Itália e depois, novamente, quando foi formada a Segunda Coalizão. Uma outra iniciativa audaciosa realizada na época foi a Campanha do Egito, que muito contribuiu para a celebridade de Napoleão Bonaparte, um jovem e talentoso oficial do Exército que viria a se tornar uma das principais figuras da história da França.
O Diretório também criou um denso aparato de administração, além de instrumentos econômicos que permaneceram durante os regimes seguintes. Culturalmente, o período é marcado pela recuperação da popularidade da religião, a despeito das medidas tomadas pelo regime, que instituiu a laicidade do Estado e tentava criar, sem grande sucesso, uma cultura republicana. O período também ficou conhecido pelo surgimento de novos cultos e religiões cívicas na França, como o Culto Decadário e a Teofilantropia, em uma tentativa de enfraquecer o catolicismo no país.

## Diretores
| Estabelecimento do Diretório em Brumário do Ano IV (novembro de 1795) |                                      |                        |                                  |                                       |
| Paul Barras                                                           | Louis-Marie de La Révellière-Lépeaux | Jean-François Reubell  | Lazare Carnot                    | Étienne-François Le Tourneur          |
| Diretório de Prairial do Ano V (maio de 1797)                         |                                      |                        |                                  |                                       |
| Paul Barras                                                           | Louis-Marie de La Révellière-Lépeaux | Jean-François Reubell  | Lazare Carnot                    | François Barthélemy                   |
| Diretório de Frutidor do Ano V (setembro de 1797)                     |                                      |                        |                                  |                                       |
| Paul Barras                                                           | Louis-Marie de La Révellière-Lépeaux | Jean-François Reubell  | Philippe-Antoine Merlin de Douai | Nicolas-Louis François de Neufchâteau |
| Diretório de Floreal do Ano VI (maio de 1798)                         |                                      |                        |                                  |                                       |
| Paul Barras                                                           | Louis-Marie de La Révellière-Lépeaux | Jean-François Reubell  | Philippe-Antoine Merlin de Douai | Jean-Baptiste Treilhard               |
| Diretório de Floreal do Ano VII (maio de 1799)                        |                                      |                        |                                  |                                       |
| Paul Barras                                                           | Louis-Marie de La Révellière-Lépeaux | Emmanuel Joseph Sieyès | Philippe-Antoine Merlin de Douai | Jean-Baptiste Treilhard               |
| Diretório de Prairial do Ano VII (junho de 1799)                      |                                      |                        |                                  |                                       |
| Paul Barras                                                           | Louis-Marie de La Révellière-Lépeaux | Emmanuel-Joseph Sieyès | Philippe-Antoine Merlin de Douai | Louis Gohier                          |
| Diretório de Prairial do Ano VII (junho de 1799)                      |                                      |                        |                                  |                                       |
| Paul Barras                                                           | Roger Ducos                          | Emmanuel-Joseph Sieyès | Jean-François-Auguste Moulin     | Louis Gohier                          |
| Golpe de 18 de Brumário do Ano VIII (outubro de 1799)                 |                                      |                        |                                  |                                       |

## Presidência
- 1º de novembro de 1795 – 4 de setembro de 1797: Jean-François Reubell
- 4 de setembro de 1797 – 4 de dezembro de 1797: Louis-Marie de La Révellière-Lépeaux
- 4 de dezembro de 1797 – 25 de fevereiro de 1798: Paulo Barras
- 25 de fevereiro de 1798 – 26 de maio de 1798: Philippe-Antoine Merlin de Douai
- 26 de maio de 1798 – 26 de novembro de 1798: Jean-François Reubell
- 26 de novembro de 1798 – 26 de maio de 1799: Paulo Barras
- 26 de maio de 1799 – 18 de junho de 1799: Philippe-Antoine Merlin de Douai
- 18 de junho de 1799 – 23 de setembro de 1799: Emmanuel-Joseph Sieyès
- 23 de setembro de 1799 – 9 de novembro de 1799: Louis Gohier

## Declínio
O caráter elitista, somado aos inúmeros levantes e conspirações, aos vários casos de corrupção e à crise econômica profunda, levaram a uma insatisfação generalizada para com o regime. Contudo, a insatisfação com o Diretório não se limitava a determinados grupos. As eleições anuais também mostravam a desaprovação geral em relação ao Executivo francês. Este, para defender o regime,  muitas vezes recorreu a golpes de Estado, tais como o de 18 de Frutidor (1797) e o de 22 de Floreal (1798), contra maiorias realistas e jacobinas, respectivamente.
Gradativamente, o regime perdia apoio, inclusive entre a burguesia, e muitos já propunham rever a Constituição do Ano III. Em 1799, um dos principais revisionistas, Emmanuel Joseph Sieyès, tornou-se Diretor, vindo posteriormente a fomentar o Golpe de 18 de Brumário, que colocaria fim ao regime, - e, segundo alguns historiadores, um fim à própria Revolução Francesa  - abrindo caminho para a formação do Consulado, cuja personalidade central seria Napoleão Bonaparte.